# Сант'Анђело ин Формис (Казерта)
Сант'Анђело ин Формис (итал. Sant'Angelo in Formis) је насеље у Италији у округу Казерта, региону Кампанија.
Према процени из 2011. у насељу је живело 2616 становника. Насеље се налази на надморској висини од 41 м.